# Накхонпханом (провинция)
Накхонпханом (тайск. จังหวัดนครพนม) — провинция в Таиланде. Находится в регионе Исан на северо-востоке страны. Большая часть провинции расположена в долине Меконга и имеет равнинный рельеф, тогда как ее север представляет собой возвышенность, покрытую лесами. Через северную часть региона протекает река Сонгхрам — приток Меконга.
Граничит с провинциями Бынгкан (на севере), Саконнакхон (на западе) и Мукдахан (на юге), а также с Лаосом (на востоке). Граница с Лаосом (с провинцией Кхаммуан) полностью проходит по реке Меконг. Площадь провинции составляет 5512,7 км². Административный центр — город Накхонпханом.
Население провинции по данным на 2014 год составляет 713 341 человек. В административном отношении подразделяется на 12 районов (ампхе), которые в свою очередь делятся на 97 подрайонов (тамбонов) и 1040 деревень (мубанов).